# Rita Gardner
Rita Gardner, all'anagrafe Rita Schier (New York, 23 ottobre 1934 – New York, 24 settembre 2022) è stata un'attrice statunitense.

## Biografia
Nata e cresciuta a Brooklyn, Rita Gardner fece il suo debutto nell'Off-Broadway nel 1958 e due anni dopo ottenne uno dei suoi maggiori successi recitando nel ruolo della protagonista Luisa in occasione della prima del musical The Fantasticks. Due anni più tardi esordì a Broadway in A Family Affair e nei cinque decenni successivi tornò a recitare regolarmente a Broadway in musical di successo come Pal Joey e 1776. 
Oltre alle sue numerose apparizioni teatrali a New York, recitò anche in numerosi altri teatri degli Stati Uniti, apparendo, tra i molti, nei musical Show Boat in Pennsylvania nel 1983 e in una tournée nazionale di Kiss of the Spider Woman nel 1994. Apparve anche in diversi film e serie televise, tra cui Little Voice, The Doctors e Law & Order - Unità vittime speciali. 
Fu sposata con il commediografo Herb Gardner ed è morta di leucemia a New York all'età di 87 anni.

## Filmografia parziale

### Cinema
- Marci X, regia di Richard Benjamin (2003)
- Mr. Gibb, regia di David Ostry (2006)
- P.S. I Love You, regia di Richard LaGravenese (2007)
- Shiva Baby, regia di Emma Seligman (2020)

### Televisione
- The Doctors - serie TV, 5 episodi (1963)
- Law & Order - I due volti della giustizia (Law & Order) - serie TV, 3 episodi (1990-2000)
- Law & Order - Unità vittime speciali (Law & Order: Special Victims Unit) - serie TV, 3 episodi (2000-2010)
- Law & Order: Criminal Intent - serie TV, episodio 4x5 (2003)
- 30 Rock - serie TV, episodi 6x6 e 6x7 (2012)
- Odd Mom Out - serie TV, episodio 1x8 (2015)
- Falling Water - serie TV, episodi 1x1 e 1x2 (2015)
- Little Voice - serie TV, 4 episodi (2020)

### Doppiaggio
- Dora l'esploratrice (Dora the Explorer) - serie televisiva, episodio 6x20 (2012)